# Llei de l'oferta

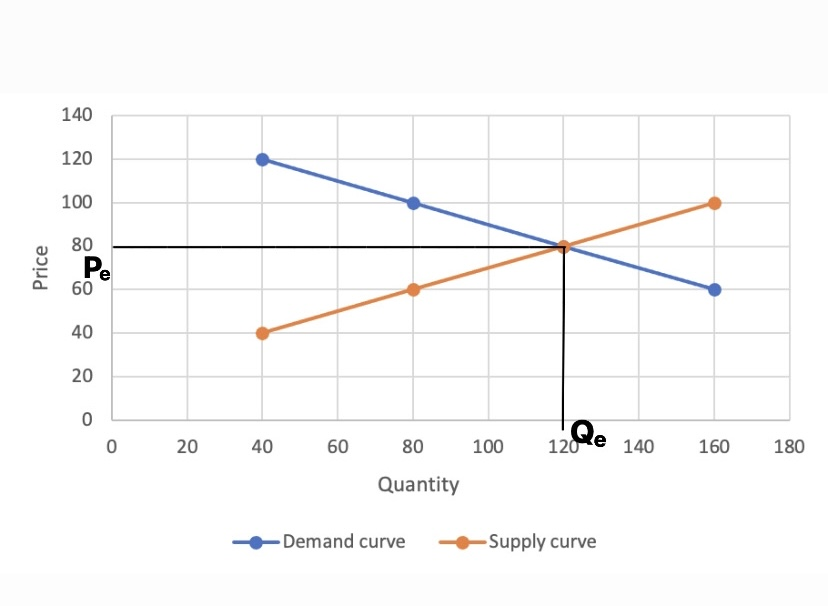
La corba de demanda, mostrada en blau, està inclinada cap avall d'esquerra a dreta perquè el preu i la quantitat demandada estan inversament relacionats. Aquesta relació depèn de que certes condicions es mantinguin constants. La corba d'oferta, mostrada en taronja, es talla amb la corba de demanda a preu (Pe) = 80 i quantitat (Qe) = 120. Pe = 80 és el preu d'equilibri al qual la quantitat demandada és igual a la quantitat oferta. De la mateixa manera, Qe = 120 és la quantitat d'equilibri a la qual la quantitat demandada i oferta es troben al preu d'equilibri. Per tant, la intersecció de les corbes de demanda i oferta ens proporciona l'assignació eficient de béns en una economia.

La llei de l'oferta és un principi fonamental de la teoria econòmica que estableix que, mantenint els altres factors constants, un augment del preu de venda provoca un augment de la quantitat ofert. En altres paraules, hi ha una relació directa entre preu i quantitat: les quantitats responen en la mateixa direcció que els canvis de preu. Això vol dir que els productors i fabricants estan disposats a oferir més producte a la venda al mercat a preus més elevats, ja que augmentar la producció és una manera d'augmentar els beneficis.
En resum, la llei de l'oferta és una relació positiva entre la quantitat ofert i el preu, i és la raó del pendent ascendent de la corba d'oferta.
Alguns economistes heterodoxos, com Steve Keen i Dirk Ehnts, disputen la llei de l'oferta, argumentant que la corba d'oferta dels béns produïts en massa és sovint inclinada a la baixa: a mesura que augmenta la producció, els preus unitaris baixen i, per contra, si la demanda és molt baixa, els preus unitaris augmenten.

## Definició
Un subministrament és un bé o servei que els productors estan disposats a oferir. La llei de l'oferta determina la quantitat d'oferta a un preu determinat.
La llei de l'oferta i la demanda estableix que, per a un producte determinat, si la quantitat demandada supera la quantitat ofertada, aleshores el preu augmenta, la qual cosa disminueix la demanda (llei de la demanda) i augmenta l'oferta (llei de l'oferta) —i viceversa— fins que la quantitat ofert sigui igual a la quantitat demandada.
Per exemple, una feina que paga 20 £/hora atrau més interessos que una feina que paga 15 £/hora, i un tipus d'interès elevat atrau els prestadors i dissuadi els prestataris.

## Factors que hi afecten
Hi ha diversos determinants no relacionats amb el preu que poden provocar un canvi en una corba d'oferta. Per exemple, si els costos de producció, com ara els salaris, disminueixen, aleshores els fabricants poden produir més béns pel mateix preu, de manera que la quantitat ofert augmentarà. Si augmenta el nombre de proveïdors, o si augmenta la capacitat d'una fàbrica que produeix la mercaderia, augmentarà la quantitat subministrada.
Altres factors poden incloure la política del govern: les subvencions del govern per fomentar determinats productes disminueixen el cost global de producció. Tanmateix, els impostos governamentals poden provocar un augment del cost de producció. Per a alguns productes, com en l'agricultura, la quantitat subministrada depèn del clima.